# Milan Associazione Calcio 1985-1986
Questa voce raccoglie le informazioni riguardanti il Milan Associazione Calcio nelle competizioni ufficiali della stagione 1985-1986.

## Stagione

La squadra in allenamento nel ritiro precampionato di Vipiteno

L'estate del 1985 vede l'acquisto dalla Juventus del campione del mondo e Pallone d'oro 1982 Paolo Rossi, il quale va a formare un tridente d'attacco con Virdis ed Hateley.
A livello societario la stagione 1985-1986 è molto travagliata per il Milan: a dicembre il presidente Giuseppe Farina, a seguito dell'eliminazione agli ottavi di Coppa UEFA per mano dei belgi del Waregem, subisce una dura contestazione dai tifosi. Con l'arrivo del nuovo anno la Federazione riscontra una situazione economica molto pesante: la società è stracolma di debiti e rischia il fallimento se essi non verranno ripianati; la Guardia di Finanza scopre in seguito che non sono stati versati i contributi IRPEF. In questa situazione Farina si dimette e si alternano varie cordate: alla presidenza del Milan, in attesa di un nuovo acquirente, viene eletto Rosario Lo Verde il quale rimane alla guida della società come reggente per appena 51 giorni (questo fa di lui il numero uno meno duraturo nella storia del club).

Un giovane Paolo Maldini disputò 27 partite nel suo primo campionato da titolare, dopo il fugace esordio della stagione precedente.

Il 20 febbraio 1986 l'imprenditore milanese Silvio Berlusconi, proprietario dell'azienda Fininvest, acquista la squadra, ripianando il debito di diversi miliardi di lire e salvando il club dal fallimento; il successivo 24 marzo ne diventa il 21º presidente. Berlusconi conferisce la funzione di amministratore delegato della società ad Adriano Galliani e si avvale di un organico dirigenziale che vede Ariedo Braida nelle vesti di direttore generale.
Frattanto sul versante sportivo la squadra aveva ben iniziato il campionato, veleggiando per l'intero girone d'andata tra la seconda e la terza posizione alle spalle della capolista Juventus. Il Milan accusa poi un calo nel finale (un punto nelle ultime cinque partite) e manca il piazzamento in Coppa UEFA chiudendo al settimo posto, un punto dietro l'Inter, che si qualifica per l'UEFA grazie al successo della Roma in Coppa Italia, che invece si qualifica per la Coppa delle Coppe. Il Milan totalizza 31 punti frutto di 10 vittorie, 11 pareggi e 9 sconfitte, 4 delle quali conseguite nelle ultime 5 giornate.
In Coppa Italia il Milan supera il primo turno chiudendo il proprio girone al secondo posto con 7 punti grazie alle vittorie con Cagliari, Reggiana e Arezzo, al pareggio con il Genoa e alla sconfitta contro l'Udinese, vincitore del girone con 3 punti di vantaggio sui rossoneri. Negli ottavi di finale il Milan affronta l'Empoli che elimina i rossoneri grazie alla vittoria per 1-0 a Empoli e al pareggio per 1-1 a Milano.

Il neoacquisto Paolo Rossi segna il suo secondo gol nel derby meneghino del 1º dicembre 1985, pareggiato 2-2.

In Coppa UEFA i rossoneri superano nei trentaduesimi di finale i francesi dell'Auxerre (sconfitta per 1-3 ad Auxerre e vittoria per 3-0 a Milano) e nei sedicesimi di finale i tedeschi orientali del Lokomotive Lipsia (vittoria per 2-0 a Milano e sconfitta per 1-3 a Lipsia, Milan qualificato per la regola dei gol fuori casa). Negli ottavi di finale il Milan affronta i belgi del Waregem che eliminano i rossoneri pareggiando per 1-1 in casa e vincendo in rimonta a San Siro per 2-1: in questa partita il primo gol dei belgi, quello dell'1-1, scaturisce da un contestato calcio di rigore che scatenerà le violente reazioni del pubblico milanista, a seguito delle quali la società sarà punita con due turni di squalifica del campo nelle coppe europee, che potrà peraltro scontare solo due anni dopo.
Tra il maggio e il giugno del 1986 la Lega Nazionale Professionisti organizza il Torneo Estivo nel quale il Milan viene battuto da Udinese e Torino e pareggia con il Lecce, chiudendo il proprio girone al terzo posto con un solo punto e venendo così eliminato dalla competizione.

## Divise e sponsor
Lo sponsor tecnico per la stagione 1985-1986 è Gianni Rivera, mentre lo sponsor ufficiale è Fotorex U-Bix, marchio del gruppo Olivetti. La divisa è una maglia a strisce verticali della stessa dimensione, rosse e nere, con pantaloncini bianchi e calzettoni neri con risvolto rosso. La divisa di riserva è una maglia bianca con strisce sottili verticali di colore rosso e nero con pantaloncini bianchi e calzettoni bianchi con risvolto rosso. A campionato iniziato fu apportata una modifica al motivo delle strisce sulle maniche, inizialmente orizzontali.
| Casa (maniche corte) | Casa (maniche lunghe) | Trasferta (maniche corte) | Trasferta (maniche lunghe) | Portiere |

## Organigramma societario
Area direttiva
- Presidente: Giuseppe Farina (fino al 12 gennaio 1986), Rosario Lo Verde (dal 13 gennaio al 23 marzo 1986), Silvio Berlusconi (dal 24 marzo 1986)
- Vice presidenti: Gianni Nardi, Paolo Berlusconi (dal 24 marzo 1986[13])
- Amministratori delegati: Rosario Lo Verde[10] (dal 13 gennaio al 23 marzo 1986), Paolo Berlusconi, Giancarlo Foscale, Adriano Galliani (tutti e tre dal 24 marzo 1986[13])
- Direttore sportivo: Silvano Ramaccioni
- Segretaria: Rina Barbara Ercoli

Area tecnica
- Allenatore: Nils Liedholm
- Allenatore in seconda: Luciano Tessari
- Preparatori atletici: Gaetano Colucci, Fulvio Sguazzero

Area sanitaria
- Medico sociale: Giovanni Battista Monti
- Massaggiatori: Paolo Mariconti, Ruggero Ribolzi

## Rosa
| N. |                   | Ruolo | Calciatore                     |
| -- | ----------------- | ----- | ------------------------------ |
|    | Italia (bandiera) | P     | Giulio Nuciari                 |
|    | Italia (bandiera) | P     | Giuliano Terraneo              |
|    | Italia (bandiera) | P     | Antonio Vettore                |
|    | Italia (bandiera) | D     | Franco Baresi (capitano)       |
|    | Italia (bandiera) | D     | Filippo Galli                  |
|    | Italia (bandiera) | D     | Roberto Lorenzini              |
|    | Italia (bandiera) | D     | Paolo Maldini                  |
|    | Italia (bandiera) | D     | Carmelo Mancuso                |
|    | Italia (bandiera) | D     | Luigi Russo                    |
|    | Italia (bandiera) | D     | Mauro Tassotti (vice capitano) |
|    | Italia (bandiera) | C     | Mario Bortolazzi               |
|    | Italia (bandiera) | C     | Gabriello Carotti              |
|    | Italia (bandiera) | C     | Agostino Di Bartolomei         |

| N. |                        | Ruolo | Calciatore           |
| -- | ---------------------- | ----- | -------------------- |
|    | Italia (bandiera)      | C     | Alfonso Di Marco     |
|    | Italia (bandiera)      | C     | Alberico Evani       |
|    | Italia (bandiera)      | C     | Andrea Icardi        |
|    | Italia (bandiera)      | C     | Andrea Manzo         |
|    | Inghilterra (bandiera) | C     | Ray Wilkins          |
|    | Italia (bandiera)      | C     | Francesco Zanoncelli |
|    | Italia (bandiera)      | A     | Alberto Cambiaghi    |
|    | Inghilterra (bandiera) | A     | Mark Hateley         |
|    | San Marino (bandiera)  | A     | Marco Macina         |
|    | Italia (bandiera)      | A     | Paolo Rossi          |
|    | Italia (bandiera)      | A     | Valentino Spelta     |
|    | Italia (bandiera)      | A     | Pietro Paolo Virdis  |

## Calciomercato

### Sessione estiva
| Acquisti | Acquisti          | Acquisti    | Acquisti      |
| R.       | Nome              | da          | Modalità      |
| -------- | ----------------- | ----------- | ------------- |
| P        | Antonio Vettore   | Prato       | definitivo    |
| D        | Carmelo Mancuso   | Messina     | definitivo    |
| C        | Mario Bortolazzi  | Fiorentina  | definitivo    |
| C        | Massimo Gadda     | Reggiana    | fine prestito |
| A        | Alberto Cambiaghi | Reggiana    | fine prestito |
| A        | Marco Macina      | Parma       | definitivo    |
| A        | Paolo Rossi       | Juventus    | definitivo    |
| A        | Valentino Spelta  | Sant'Angelo | definitivo    |

| Cessioni | Cessioni            | Cessioni       | Cessioni   |
| R.       | Nome                | a              | Modalità   |
| -------- | ------------------- | -------------- | ---------- |
| D        | Catello Cimmino     | Ascoli         | definitivo |
| C        | Sergio Battistini   | Fiorentina     | definitivo |
| C        | Massimo Gadda       | Livorno        | definitivo |
| C        | Roberto Scarnecchia | Pisa           | definitivo |
| C        | Vinicio Verza       | Verona         | definitivo |
| A        | Salvatore Giunta    | Sambenedettese | definitivo |
| A        | Giuseppe Incocciati | Ascoli         | definitivo |

### Sessione autunnale
| Acquisti | Acquisti | Acquisti | Acquisti |
| R.       | Nome     | da       | Modalità |
| -------- | -------- | -------- | -------- |

| Cessioni | Cessioni          | Cessioni | Cessioni   |
| R.       | Nome              | a        | Modalità   |
| -------- | ----------------- | -------- | ---------- |
| A        | Alberto Cambiaghi | Varese   | definitivo |

## Risultati

### Serie A

#### Girone di andata
| Arbitro: | Lanese (Messina) |

|  |           |            |
|  | Marcatori | 79’ Icardi |

| Arbitro: | Pairetto (Torino) |

|            |           |  |
| Virdis 12’ | Marcatori |  |

| Arbitro: | Mattei (Macerata) |

|                            |           |  |
| Passarella 21’ Monelli 43’ | Marcatori |  |

| Arbitro: | Paparesta (Bari) |

|                            |           |  |
| Galli 30’ Hateley 56’, 64’ | Marcatori |  |

| Arbitro: | D'Elia (Salerno) |

|            |           |             |
| Vialli 58’ | Marcatori | 14’ Hateley |

| Arbitro: | Pieri (Genova) |

|           |           |  |
| Galli 32’ | Marcatori |  |

| Arbitro: | Redini (Pisa) |

|                   |           |  |
| Di Bartolomei 38’ | Marcatori |  |

| Arbitro: | Lanese (Messina) |

|                  |           |  |
| Elkjær Larsen 3’ | Marcatori |  |

| Arbitro: | Mattei (Macerata) |

|            |           |  |
| Virdis 70’ | Marcatori |  |

| Udine 10 novembre 1985 10ª giornata | Udinese           | 0 – 0 referto | Milan | Stadio Friuli (39 956 spett.)\| Arbitro: \| Bergamo (Livorno) \| |
| Arbitro:                            | Bergamo (Livorno) |               |       |                                                                  |

| Arbitro: | Pieri (Genova) |

|                     |           |                   |
| Conti 5’ Cerezo 36’ | Marcatori | 27’ (rig.) Virdis |

| Arbitro: | Agnolin (Bassano del Grappa) |

|               |           |                                |
| Rossi 5’, 69’ | Marcatori | 29’ Altobelli 65’ (rig.) Brady |

| Arbitro: | Lanese (Messina) |

|                        |           |  |
| Giordano 76’ Bagni 86’ | Marcatori |  |

| Milano 15 dicembre 1985 14ª giornata | Milan             | 0 – 0 referto | Juventus | Stadio Giuseppe Meazza (69 781 spett.)\| Arbitro: \| Mattei (Macerata) \| |
| Arbitro:                             | Mattei (Macerata) |               |          |                                                                           |

| Arbitro: | Pieri (Genova) |

|              |           |                   |
| Simonini 90’ | Marcatori | 76’ (rig.) Virdis |

#### Girone di ritorno
| Milano 5 gennaio 1986 16ª giornata | Milan          | 0 – 0 referto | Bari | Stadio Giuseppe Meazza (49 995 spett.)\| Arbitro: \| Leni (Perugia) \| |
| Arbitro:                           | Leni (Perugia) |               |      |                                                                        |

| Arbitro: | Agnolin (Bassano del Grappa) |

|  |           |                               |
|  | Marcatori | 53’ (rig.) Virdis 86’ Hateley |

| Arbitro: | Pieri (Genova) |

|                   |           |  |
| Virdis 61’ (rig.) | Marcatori |  |

| Arbitro: | Longhi (Roma) |

|                   |           |             |
| Colomba 5’ (rig.) | Marcatori | 84’ Wilkins |

| Arbitro: | Pairetto (Torino) |

|                               |           |                            |
| Salsano 7’ (aut.) Wilkins 27’ | Marcatori | 13’ Vierchowod 39’ Mancini |

| Arbitro: | Mattei (Macerata) |

|               |           |            |
| Borgonovo 62’ | Marcatori | 88’ Icardi |

| Arbitro: | D'Elia (Salerno) |

|               |           |  |
| Comi 16’, 65’ | Marcatori |  |

| Arbitro: | Pezzella (Frattamaggiore) |

|                     |           |                      |
| Fontolan 70’ (aut.) | Marcatori | 83’ (rig.) Galderisi |

| Arbitro: | Pairetto (Torino) |

|  |           |             |
|  | Marcatori | 42’ Hateley |

| Arbitro: | Leni (Perugia) |

|                  |           |  |
| Hateley 44’, 49’ | Marcatori |  |

| Arbitro: | Pieri (Genova) |

|  |           |            |
|  | Marcatori | 69’ Pruzzo |

| Arbitro: | Redini (Pisa) |

|             |           |  |
| Minaudo 77’ | Marcatori |  |

| Arbitro: | Paparesta (Bari) |

|                   |           |                           |
| Di Bartolomei 59’ | Marcatori | 12’ Giordano 23’ Maradona |

| Arbitro: | Pieri (Genova) |

|             |           |  |
| Laudrup 62’ | Marcatori |  |

| Arbitro: | Testa (Prato) |

|            |           |                |
| Hateley 2’ | Marcatori | 78’ Cantarutti |

### Coppa Italia

#### Primo turno
| Arbitro: | Pairetto (Nichelino) |

|                         |           |                              |
| Faccenda 8’ Marulla 90’ | Marcatori | 68’ (aut.) Mileti 74’ Virdis |

| Arbitro: | D'Elia (Salerno) |

|  |           |            |
|  | Marcatori | 4’ Hateley |

| Arbitro: | D'Innocenzo (Ciampino) |

|            |           |  |
| Virdis 68’ | Marcatori |  |

| Arbitro: | Lo Bello (Siracusa) |

|                                          |           |              |
| Di Bartolomei 61’ Wilkins 68’ Virdis 89’ | Marcatori | 41’ Ugolotti |

| Arbitro: | Pieri (Genova) |

|               |           |  |
| Carnevale 59’ | Marcatori |  |

#### Ottavi di finale
| Arbitro: | Baldi (Roma) |

|             |           |  |
| Cecconi 85’ | Marcatori |  |

| Arbitro: | Lo Bello (Siracusa) |

|           |           |                  |
| Rossi 35’ | Marcatori | 53’ Della Monica |

### Torneo Estivo

#### Primo turno
| Arbitro: | Boschi (Parma) |

|                      |           |  |
| Carnevale 30’ (rig.) | Marcatori |  |

| Arbitro: | Amendolia (Messina) |

|              |           |            |
| Paciocco 85’ | Marcatori | 75’ Macina |

| Arbitro: | Amendolia (Messina) |

|            |           |                            |
| Virdis 65’ | Marcatori | 63’, 89’ Mariani 73’ Lerda |

### Coppa UEFA
| Arbitro: | McGinlay |

|                            |           |           |
| Garande 32’, 63’ Danio 68’ | Marcatori | 4’ Virdis |

| Arbitro: | Ponnet |

|                             |           |  |
| Virdis 30’, 84’ Hateley 36’ | Marcatori |  |

| Arbitro: | Wöhrer |

|                               |           |  |
| Virdis 74’ (rig.) Hateley 76’ | Marcatori |  |

| Arbitro: | Sostarić |

|                                  |           |            |
| Moldt 6’ Leitzke 20’ Richter 75’ | Marcatori | 47’ Virdis |

| Arbitro: | Schmidhuber |

|          |           |            |
| Veyt 65’ | Marcatori | 88’ Virdis |

| Arbitro: | Christov |

|                |           |                            |
| Bortolazzi 38’ | Marcatori | 42’ (rig.) Desmet 67’ Veyt |

## Statistiche

### Statistiche di squadra
| Competizione  | Punti            | In casa | In casa | In casa | In casa | In casa | In casa | In trasferta | In trasferta | In trasferta | In trasferta | In trasferta | In trasferta | Totale | Totale | Totale | Totale | Totale | Totale | DR |
| Competizione  | Punti            | G       | V       | N       | P       | Gf      | Gs      | G            | V            | N            | P            | Gf           | Gs           | G      | V      | N      | P      | Gf     | Gs     | DR |
| ------------- | ---------------- | ------- | ------- | ------- | ------- | ------- | ------- | ------------ | ------------ | ------------ | ------------ | ------------ | ------------ | ------ | ------ | ------ | ------ | ------ | ------ | -- |
| Serie A       | 31               | 15      | 7       | 6       | 2       | 17      | 9       | 15           | 3            | 5            | 7            | 9            | 15           | 30     | 10     | 11     | 9      | 26     | 24     | +2 |
| Coppa Italia  | ottavi di finale | 3       | 2       | 1       | 0       | 5       | 2       | 4            | 1            | 1            | 2            | 3            | 4            | 7      | 3      | 2      | 2      | 8      | 6      | +2 |
| Torneo Estivo | primo turno      | 1       | 0       | 0       | 1       | 1       | 3       | 2            | 0            | 1            | 1            | 1            | 2            | 3      | 0      | 1      | 2      | 2      | 5      | -3 |
| Coppa UEFA    | ottavi di finale | 3       | 2       | 0       | 1       | 6       | 2       | 3            | 0            | 1            | 2            | 3            | 7            | 6      | 2      | 1      | 3      | 9      | 9      | 0  |
| Totale        | -                | 22      | 11      | 7       | 4       | 29      | 16      | 24           | 4            | 8            | 12           | 16           | 28           | 46     | 15     | 15     | 16     | 45     | 44     | +1 |

### Statistiche dei giocatori
Fonte: 
| Giocatore        | Serie A  | Serie A | Serie A     | Serie A    | Coppa Italia | Coppa Italia | Coppa Italia | Coppa Italia | Torneo Estivo | Torneo Estivo | Torneo Estivo | Torneo Estivo | Coppa UEFA | Coppa UEFA | Coppa UEFA  | Coppa UEFA | Totale   | Totale | Totale      | Totale     |
| Giocatore        | Presenze | Reti    | Ammonizioni | Espulsioni | Presenze     | Reti         | Ammonizioni  | Espulsioni   | Presenze      | Reti          | Ammonizioni   | Espulsioni    | Presenze   | Reti       | Ammonizioni | Espulsioni | Presenze | Reti   | Ammonizioni | Espulsioni |
| ---------------- | -------- | ------- | ----------- | ---------- | ------------ | ------------ | ------------ | ------------ | ------------- | ------------- | ------------- | ------------- | ---------- | ---------- | ----------- | ---------- | -------- | ------ | ----------- | ---------- |
| F. Baresi        | 20       | 0       | ?           | ?          | 4            | 0            | ?            | ?            | 3             | 0             | ?             | ?             | 3          | 0          | ?           | ?          | 30       | 0      | ?           | ?          |
| M. Bortolazzi    | 7        | 0       | ?           | ?          | 5            | 0            | ?            | ?            | 3             | 0             | ?             | ?             | 3          | 1          | ?           | ?          | 18       | 1      | ?           | ?          |
| A. Cambiaghi     | 0        | 0       | 0           | 0          | 0            | 0            | 0            | 0            | 0             | 0             | 0             | 0             | 0          | 0          | 0           | 0          | 0        | 0      | 0           | 0          |
| G. Carotti       | 4        | 0       | ?           | ?          | 1            | 0            | ?            | ?            | 3             | 0             | ?             | ?             | 3          | 0          | ?           | ?          | 11       | 0      | ?           | ?          |
| A. Di Bartolomei | 29       | 2       | ?           | ?          | 6            | 1            | ?            | ?            | 3             | 0             | ?             | ?             | 6          | 0          | ?           | ?          | 44       | 3      | ?           | ?          |
| A. Di Marco      | 0        | 0       | 0           | 0          | 1            | 0            | ?            | ?            | 1             | 0             | ?             | ?             | 0          | 0          | 0           | 0          | 2        | 0      | 0+          | 0+         |
| A. Evani         | 30       | 0       | ?           | ?          | 7            | 0            | ?            | ?            | 3             | 0             | ?             | ?             | 5          | 0          | ?           | ?          | 45       | 0      | ?           | ?          |
| F. Galli         | 22       | 2       | ?           | 1          | 4            | 0            | ?            | ?            | 0             | 0             | 0             | 0             | 6          | 0          | ?           | ?          | 32       | 2      | 0+          | 1+         |
| M. Hateley       | 22       | 8       | ?           | ?          | 4            | 1            | ?            | ?            | 0             | 0             | 0             | 0             | 4          | 2          | ?           | ?          | 30       | 11     | 0+          | 0+         |
| A. Icardi        | 21       | 2       | ?           | ?          | 7            | 0            | ?            | ?            | 1             | 0             | ?             | ?             | 3          | 0          | ?           | ?          | 32       | 2      | ?           | ?          |
| R. Lorenzini     | 0        | 0       | 0           | 0          | 0            | 0            | 0            | 0            | 1             | 0             | ?             | ?             | 0          | 0          | 0           | 0          | 1        | 0      | 0+          | 0+         |
| M. Macina        | 5        | 0       | ?           | ?          | 2            | 0            | ?            | ?            | 3             | 1             | ?             | ?             | 3          | 0          | ?           | ?          | 13       | 1      | ?           | ?          |
| P. Maldini       | 27       | 0       | ?           | ?          | 6            | 0            | ?            | ?            | 1             | 0             | ?             | ?             | 6          | 0          | ?           | ?          | 40       | 0      | ?           | ?          |
| C. Mancuso       | 4        | 0       | ?           | ?          | 3            | 0            | ?            | ?            | 3             | 0             | ?             | ?             | 0          | 0          | 0           | 0          | 10       | 0      | 0+          | 0+         |
| A. Manzo         | 13       | 0       | ?           | ?          | 2            | 0            | ?            | ?            | 0             | 0             | 0             | 0             | 0          | 0          | 0           | 0          | 15       | 0      | 0+          | 0+         |
| G. Nuciari       | 0        | -0      | 0           | 0          | 1            | -1           | ?            | ?            | 1             | -3            | ?             | ?             | 0          | -0         | 0           | 0          | 2        | -4     | 0+          | 0+         |
| P. Rossi         | 20       | 2       | ?           | ?          | 3            | 1            | ?            | ?            | 0             | 0             | 0             | 0             | 3          | 0          | ?           | ?          | 26       | 3      | 0+          | 0+         |
| L. Russo         | 8        | 0       | ?           | ?          | 4            | 0            | ?            | ?            | 2             | 0             | ?             | ?             | 4          | 0          | ?           | ?          | 18       | 0      | ?           | ?          |
| V. Spelta        | 2        | 0       | ?           | ?          | 0            | 0            | 0            | 0            | 1             | 0             | ?             | ?             | 0          | 0          | 0           | 0          | 3        | 0      | 0+          | 0+         |
| M. Tassotti      | 28       | 0       | ?           | ?          | 6            | 0            | ?            | ?            | 2             | 0             | ?             | ?             | 6          | 0          | ?           | ?          | 42       | 0      | ?           | ?          |
| G. Terraneo      | 30       | -24     | ?           | ?          | 6            | -5           | ?            | ?            | 3             | -2            | ?             | ?             | 6          | -9         | ?           | ?          | 45       | -40    | ?           | ?          |
| A. Vettore       | 0        | -0      | 0           | 0          | 0            | -0           | 0            | 0            | 0             | -0            | 0             | 0             | 0          | -0         | 0           | 0          | 0        | -0     | 0           | 0          |
| P.P. Virdis      | 28       | 6       | ?           | ?          | 7            | 3            | ?            | ?            | 2             | 1             | ?             | ?             | 6          | 6          | ?           | ?          | 43       | 16     | ?           | ?          |
| R. Wilkins       | 29       | 2       | ?           | ?          | 6            | 1            | ?            | ?            | 0             | 0             | 0             | 0             | 6          | 0          | ?           | ?          | 41       | 3      | 0+          | 0+         |
| F. Zanoncelli    | 0        | 0       | 0           | 0          | 0            | 0            | 0            | 0            | 2             | 0             | ?             | ?             | 0          | 0          | 0           | 0          | 2        | 0      | 0+          | 0+         |